# Hui (folk)
Hui är ett samlingsnamn för flera etniska grupper i Kina som bekänner sig till islam. Hui-kineser talar i allmänhet kinesiska dialekter och är bosatta i alla delar av Kina. Ningxia i nordvästra Kina är en autonom region för hui-folket.

## Historia
Alltsedan 700-talet har muslimer varit bosatta i Kina. En del muslimer kom från centralasien och invandrade till Kina via Sidenvägen och bosatte sig i norra Kina. Andra, som arabiska handelsmän, kom till Kina sjövägen och bosatte sig i hamnstäder som Guangzhou och Quanzhou.
De flesta muslimer i Kina ansluter sig till den hanafitiska rättskolan, som ofta kallas gedimu (från arabiskans qadim, "gammal"). 
Under 1600-talet och 1700-talet gjorde också den sufiska naqshbandi-orden i inbrytningar i Kina, i synnerhet i nordväst. I mitten på 1700-talet splittrades naqshbandi två starkt rivaliserande ordnar, den "tysta" khufiyya-orden och den "ljudliga" jahriyya-orden, vilka hade olika syn på om dhikr skulle utföras i tystnad eller högröstat.
Under Qingdynastin var "hui" ett samlingsnamn på alla muslimer i Kina, oavsett språk eller etniskt ursprung. I västra Kinas var hui-folket också känt som dunganer. Först under 1930-talet blev hui en beteckning på kinesisktalande muslimer och efter Folkrepubliken Kinas grundande 1949 erkändes hui som en av Kinas 56 officiella etniska grupper.

### Fotnoter
1. ↑  Atwill (2006), ss. 131-2.